# Lifetime Love
『Lifetime Love』（ライフタイム・ラヴ）は、2008年3月19日に発売されたTHE ALFEE56枚目のシングル。

## 概要
CBCテレビ・TBSテレビ系で放送された連続ドラマ『みこん六姉妹2』の主題歌。2006年発売シングル「Innocent Love」に引き続いての同ドラマ使用。
本作「Lifetime Love」のPVは全編アニメーションで制作された（2010年3月10日発売、『新世界 -Neo Universe-』初回限定盤付属DVDに収録）。
本作は収録曲が異なる3種類が発売。カップリング曲は2曲収録のうち、1曲は全種共通収録曲で「2008年大阪国際女子マラソン」イメージソング「Wonderful Days」。ボーナストラックは後述。
1992年発売シングル『Promised Love』以来16年振りにオリコンチャート3位を獲得した。

## 収録曲
全曲 作詞・作曲：高見沢俊彦　編曲：THE ALFEE with 岸利至
1. Lifetime Love
2. Wonderful Days
3. Lifetime Love (Original Instrumental)

## ボーナス・トラック (#4)
ボーナストラックは2007年12月24日に行われたライブの音源を収録。

### 通常盤1　TOCT-40192
- Going My Way (Live Version)

### 通常盤2　TOCT-40193
- Happy Christmas Time (Live Version)
  - 当ライブ音源とDVD『AUBE 2007 天河の舟 Live at BUDOKAN Dec.24 』・『AUBE 2010 Neo Universe II Live at BUDOKAN Dec.24』（Alfred〈限定通信販売〉）のみ収録されているクリスマスがテーマの曲。本作披露の際、『BEAT BOYS』の衣装で桜井が登場した為、歌詞に『BEAT BOYS』のマスコットキャラ「エンジェルベア」が入っている。

### 通常盤3　TOCT-40194
- 聖夜 -二人のSilent Night (Live Version)

## 関連作品
- 『40th Anniversary 2014 Video Clips Ⅱ+（Blu-ray Edition）』（2014年8月6日） - 「Lifetime Love」のプロモーションビデオを収録。内容は上述の『新世界 -Neo Universe-』初回限定盤付属DVDと同一。